# Beverly M. Vincent
Beverly Mills Vincent (* 28. März 1890 in Brownsville, Edmonson County, Kentucky; † 15. August 1980 ebenda) war ein US-amerikanischer Politiker. Zwischen 1937 und 1945 vertrat er den Bundesstaat Kentucky im US-Repräsentantenhaus.

## Werdegang
Beverly Vincent besuchte die öffentlichen Schulen seiner Heimat und danach das Western Kentucky State Teachers College in Bowling Green. Nach einem anschließenden Jurastudium an der University of Kentucky in Lexington und seiner 1915 erfolgten Zulassung als Rechtsanwalt begann er in Brownsville in diesem Beruf zu arbeiten. Im Jahr 1916 wurde er Bezirksrichter im Edmonson County. Zwischen August 1918 und Januar 1919 war er während der Endphase des Ersten Weltkrieges Soldat der United States Army. Von 1919 bis 1920 amtierte Vincent als stellvertretender Attorney General von Kentucky. Politisch war er Mitglied der Demokratischen Partei. Zwischen 1929 und 1933 saß er im Senat von Kentucky. 1932 war er einer der demokratischen Wahlmänner, die Franklin D. Roosevelt offiziell zum Präsidenten wählten. Von 1936 bis 1937 war er Attorney General von Kentucky.
Nach dem Tod des Abgeordneten Glover H. Cary wurde Vincent im zweiten Wahlbezirk seines Staates als dessen Nachfolger in das US-Repräsentantenhaus in Washington, D.C. gewählt, wo er am 2. März 1937 sein neues Mandat antrat. Da er bei den folgenden drei regulären Wahlen jeweils bestätigt wurde, konnte er bis zum 3. Januar 1945 im Kongress verbleiben. Dort wurden zunächst noch weitere New-Deal-Gesetze verabschiedet. Seit 1941 war auch die Arbeit des Kongresses von den Ereignissen des Zweiten Weltkrieges geprägt.
1944 verzichtete Vincent auf eine erneute Kandidatur. In den folgenden Jahren praktizierte er wieder als Anwalt und wurde in der Landwirtschaft tätig. Im Jahr 1960 war er Delegierter zur Democratic National Convention in Los Angeles, auf der John F. Kennedy als Präsidentschaftskandidat nominiert wurde. Beverly Vincent starb am 15. August 1980 in seinem Geburtsort Brownsville im Alter von 90 Jahren.